# Ocós
Ocós – miasto na południowym zachodzie Gwatemali, w departamencie San Marcos. Według danych szacunkowych z 2012 roku liczba mieszkańców wynosiła 7 773 osób. 
Ocós leży ponad 90 km na południe od stolicy departamentu – miasta San Marcos, oraz około 5 kilometrów na wschód od ujścia rzeki Suchiate, będąca rzeką graniczną pomiędzy Gwatemalą a meksykańskim stanem Chiapas. 
Leży nad rzeką Naranjo na wysokości 2 metrów nad poziomem morza, na wybrzeżu Oceanu Spokojnego.

## Gmina Ocós
Miasto jest także siedzibą władz gminy o tej samej nazwie, która jest jedną z dwudziestu dziewięciu gmin w departamencie. W 2012 roku gmina liczyła 43 230 mieszkańców. Gmina jak na warunki Gwatemali jest średniej wielkości, a jej powierzchnia obejmuje 205 km². Mieszkańcy gminy utrzymują się głównie z turystyki i rolnictwa.